# UFC 77
UFC 77: Hostile Territory  è stato un evento di arti marziali miste tenuto dalla Ultimate Fighting Championship il 20 ottobre 2007 alla U.S. Bank Arena di Cincinnati, Stati Uniti.

## Retroscena
Il nome dell'evento "Hostile Territory" è stato dato in riferimento al fatto che venne scelta come località Cincinnati, città natale di Rich Franklin, sfidante del campione dei pesi medi Anderson Silva ed ex campione di categoria sconfitto proprio dal brasiliano.
Durante l'evento venne annunciato l'ingaggio dell'ex lottatore WWE Brock Lesnar.

## Risultati

### Card preliminare
- Incontro categoria Pesi Leggeri:  Matt Grice contro  Jason Black

Grice sconfisse Black per decisione divisa (29–28, 28–29, 29–28).
- Incontro categoria Pesi Welter:  Josh Burkman contro  Forrest Petz

Burkman sconfisse Petz per decisione divisa (29–28, 28–29, 29–28).
- Incontro categoria Pesi Medi:  Ryan Jensen contro  Demian Maia

Maia sconfisse Jensen per sottomissione (strangolamento da dietro) a 2:40 del primo round.
- Incontro categoria Pesi Medi:  Yushin Okami contro  Jason MacDonald

Okami sconfisse MacDonald per decisione unanime (30–27, 30–27, 30–27).

### Card principale
- Incontro categoria Pesi Medi:  Kalib Starnes contro  Alan Belcher

Belcher sconfisse Starnes per KO tecnico (ferita) a 1:39 del secondo round.
- Incontro categoria Pesi Mediomassimi:  Eric Schafer contro  Stephan Bonnar

Bonnar sconfisse Schafer per KO tecnico (colpi) a 2:47 del secondo round.
- Incontro categoria Pesi Leggeri:  Jorge Gurgel contro  Alvin Robinson

Robinson sconfisse Gurgel per decisione unanime (29–28, 29–27, 29–27).
- Incontro categoria Pesi Massimi:  Tim Sylvia contro  Brandon Vera

Sylvia sconfisse Vera per decisione unanime (29–28, 29–27, 29–28).
- Incontro per il titolo dei Pesi Medi:  Anderson Silva (c) contro  Rich Franklin

Silva sconfisse Franklin per KO Tecnico (colpi) a 1:07 del secondo round e mantenne il titolo dei pesi medi.